# Poland (Ohio)
Poland es una villa ubicada en el condado de Mahoning en el estado estadounidense de Ohio. En el Censo de 2010 tenía una población de 2555 habitantes y una densidad poblacional de 595,71 personas por km².

## Geografía
Poland se encuentra ubicada en las coordenadas 41°1′22″N 80°36′55″O / 41.02278, -80.61528. Según la Oficina del Censo de los Estados Unidos, Poland tiene una superficie total de 4.29 km², de la cual 4.23 km² corresponden a tierra firme y (1.33%) 0.06 km² es agua.

## Demografía
Según el censo de 2010, había 2555 personas residiendo en Poland. La densidad de población era de 595,71 hab./km². De los 2555 habitantes, Poland estaba compuesto por el 98.47% blancos, el 0.23% eran afroamericanos, el 0.04% eran amerindios, el 0.35% eran asiáticos, el 0% eran isleños del Pacífico, el 0.04% eran de otras razas y el 0.86% pertenecían a dos o más razas. Del total de la población el 1.14% eran hispanos o latinos de cualquier raza.